# Funastrum angustissimum
Funastrum angustissimum är en oleanderväxtart som först beskrevs av Anderss., och fick sitt nu gällande namn av Fourn.. Funastrum angustissimum ingår i släktet Funastrum och familjen oleanderväxter. Inga underarter finns listade i Catalogue of Life.